# Ирански ријал
Ирански ријал (перс. یال ایران) је званична валута у Ирану. Међународни код је IRR. Симбол за ријал је ﷼. Ријал издаје Централна банка Исламске Републике Иран. У 2009. години инфлација је по процени иранских власти износила 13,5%. Један ријал састоји се од 100 динара. Незванични назив за 1000 ријала је томан и у плану је да се изврши монетарна реформа у којој би деноминацијом нова валута томан заменила ријал.
Ријал је званична валута од 1932.
Постоје новчанице у износима 100, 200, 500, 1000, 2000, 5000, 1000, 20000, 50000 и 100000 ријала и кованице од 50, 100, 250, 500, 1000, 2000 и 5000 ријала.